# حملة بوغاينفيل

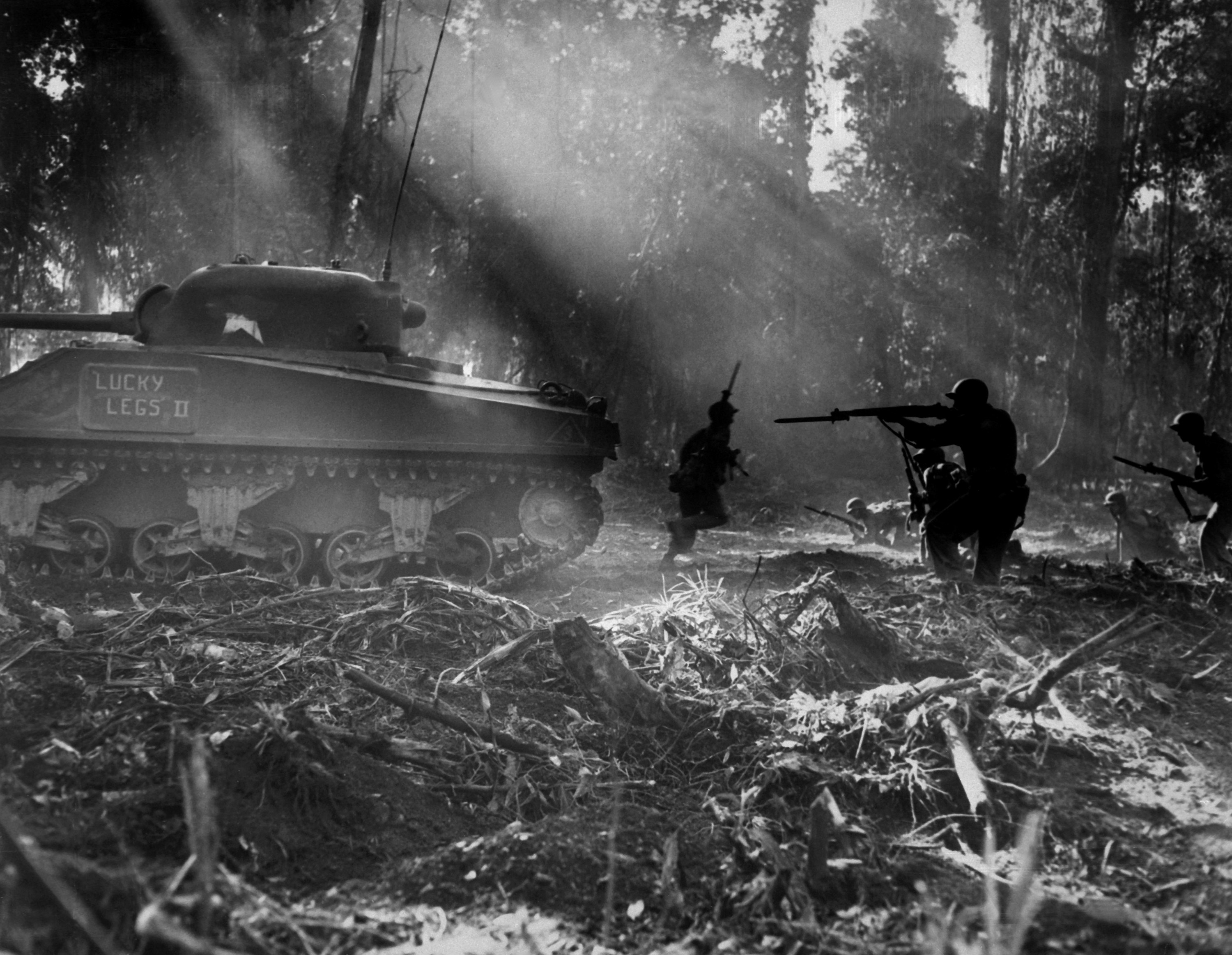
جنود جيش الولايات المتحدة أثناء ملاحقتهم المتسللين اليابانيين في بوغاينفيل في مارس 1944.

حملة بوغاينفيل (بالإنجليزية: Bougainville campaign)‏. سلسلة من المعارك البرية والبحرية في سياق حرب المحيط الهادئ في الحرب العالمية الثانية بين قوات الحلفاء وإمبراطورية اليابان، وسميت تيمنًا بجزيرة بوغاينفيل. كانت جزءًا من عملية كارتويل، وهي إستراتيجية الحلفاء الكبرى في جنوب المحيط الهادئ. سارت الحملة في جزر سليمان الشمالية على مرحلتين. استمرت المرحلة الأولى التي رست فيها القوات الأمريكية وأحكمت قبضتها على محيط رأس الجسر الساحلي في توروكينا منذ نوفمبر 1943 حتى نوفمبر 1944.
أما المرحلة الثانية التي شنت فيها القوات الأسترالية بالدرجة الأولى الهجوم ومسحت بؤر اليابانيين المتضورين جوعًا المحاصرين والصامدين مع ذلك، فقد استمرت منذ نوفمبر 1944 حتى أغسطس 1945 عندما استسلم آخر جنود اليابانيين في الجزيرة. شهدت العمليات خلال المرحلة الأخيرة من الحملة تقدم القوات الأسترالية شمالًا نحو شبه جزيرة بونيس وجنوبًا نحو المعقل الياباني الرئيسي حول بوين، رغم أن الحرب انتهت قبل تدمير هاتين المنطقتين المحاصرتين بأسرهما.

## الاحتلال الياباني
قبل الحرب، كانت بوغاينفيل تدار كجزء من إقليم غينيا الجديدة الأسترالي، على الرغم من أن بوغاينفيل تُعتبر جغرافيًا جزءًا من سلسلة جزر سليمان. ونتيجة لذلك، يشار إليها ضمن مختلف روايات الحملة بوصفها جزءًا من حملتي غينيا الجديدة وجزر سليمان.
شيد اليابانيون أثناء احتلالهم المنطقة قواعد للطائرات البحرية شمال وشرق وجنوب الجزيرة؛ بمعزل عن الجهة الغربية. طوروا مرسىً بحريًا في ميناء تونولي بالقرب من بوين -كبرى قواعدهم- على السهل الساحلي الجنوبي لبوغاينفيل. في جزيرتي تريجري وشورتلاند القريبتين، أقاموا المطارات والقواعد البحرية والمراسي. ساعدت هذه القواعد على حماية رابول، وهي الحامية اليابانية الرئيسية والقاعدة البحرية في بابوا غينيا الجديدة، مع السماح باستمرار التوسع نحو الجنوب الشرقي وأسفل سلسلة جزر سليمان ونحو غوادالكانال وغينيا الجديدة وما بعدها. بالنسبة للحلفاء، فإن بوغاينفيل ستكون أيضًا في وقت لاحق نقطة حيوية لتحييد القاعدة اليابانية حول رابول.
في مارس-أبريل 1942، هبط اليابانيون في بوغاينفيل كجزء من تقدمهم نحو جنوب المحيط الهادئ. لم يُوجد آنذاك سوى حامية أسترالية صغيرة في الجزيرة قوامها نحو 20 جنديًا من الكتيبة المستقلة الأولى وبعض مراقبي السواحل. بعد وقت قصير من وصول اليابانيين، أُجلي الجزء الأكبر من القوة الأسترالية من قِبَل الحلفاء مع بقاء بعض مراقبي السواحل بهدف تقديم المعلومات الاستخباراتية. بمجرد إحكامهم على الجزيرة بدأ اليابانيون بتشييد عدد من المطارات فيها. تمركزت المطارات الرئيسية في جزيرة بوكا وشبه جزيرة بونيس في الشمال، ومطاري كاهيلي وكارا في الجنوب، ومطار كيتا على الساحل الشرقي، بينما شُيّد مرسى بحري في ميناء تونولي بالقرب من بوين على السهل الساحلي الجنوبي إلى جانب المراسي على مجموعة جزر شورتلاند.
عُرف مطار كاهيلي لدى اليابانيين باسم مطار بوين، وإلى جنوبه ثمة مطار في جزيرة بالالاي التابعة لجزر شورتلاند. أتاحت هذه القواعد لليابانيين القيام بعمليات في جزر سليمان الجنوبية ومهاجمة خطوط تواصل الحلفاء بين الولايات المتحدة وأستراليا ومنطقة جنوب غرب المحيط الهادئ.
عند بدء هجمات الحلفاء، تفاوتت بشدة تقديراتهم لقوام القوة اليابانية في بوغاينفيل لتتراوح بين 45 ألف إلى 65 ألف من القوات العسكرية والبحرية والعمال.  شكلت هذه القوات الجيش الياباني السابع عشر بقيادة الجنرال هاروكيتشي هياكوتاكي. أرسل هيوكاتاكي التقارير إلى الجنرال هيتوشي إيمامورا قائد الجيش الياباني الثامن عشر المتمركز في رابول في جزيرة بريطانيا الجديدة. وقعت مسؤولية القيادة البحرية في رابول على عاتق نائب الأدميرال جينيتشي كوساكا قائد أسطول المنطقة الجنوبية الشرقية. وكان مستوى التعاون بين هذين الجنرالين أكبر مما جرت عليه العادة بين فروع القوات المسلحة اليابانية. في بوغاينفيل، تألفت القوات اليابانية من التشكيلات التالية: فرقة المشاة السابعة عشرة التي تضم فوج المشاة الحادي والثمانين والكتيبة الثالثة، إلى جانب فوج المشاة الثالث والخمسين تحت قيادة اللواء كيساو كيجيما، وعناصر من الفرقة السادسة. احتلت فرقة المشاة السابعة عشرة شمال بوغاينفيل، بينما كانت الفرقة السادسة مسؤولة عن الجزيرة الواقعة جنوب تارينا.

## تخطيط الحلفاء

### اختيار بوغاينفيل
تمثل الهدف الرئيسي للحلفاء في جزر سليمان بتقليص القاعدة اليابانية الرئيسية في رابول. ولتحقيق ذلك، وضع مخططو الحلفاء عملية كارتويل. بحلول عام 1943 كانت رابول بالفعل ضمن نطاق القاذفات الثقيلة للحلفاء، لكنهم احتاجوا مطارًا أقرب لاستخدام القاذفات الخفيفة والمقاتلات المرافقة. وبالتالي لم تدعُ الحاجة لاحتلال جزيرة بوغاينفيل بأكملها؛ إذ لم يتطلب الأمر سوى أرض مسطحة نسبيًا وكافية لتلبية قاعدة جوية. ووفقًا لموريسون فإن هذا «كان السبب الوحيد وراء تفويض هالسي من قِبَل هيئة الأركان المشتركة بالاستيلاء على قسم من بوغاينفيل: ألا وهو إنشاء مطارات أمامية لشن الغارات على رابول».
اختيرت المنطقة المحيطة برأس توروكينا لأن اليابانيين لم يتواجدوا هناك بالقوة ولم يكن لديهم مطار. إضافةً لوجود مرسى محمي إلى حد ما في خليج الإمبراطورة أوغستا، والحواجز الفيزيائية شرق الرأس -كالسلاسل الجبلية والغابات الكثيفة- كانت تشي بأن شن هجوم مضاد سيفوق قدرات اليابانيين لأسابيع إن لم يكن أشهرًا، ما سيسمح بتدعيم قوات الولايات المتحدة بعد الإنزال وإعطائهم الوقت الكافي لإقامة محيط قوي.